# Desa
Desa es una comuna ubicada en el distrito de Dolj, Rumania.

## Superficie
Posee una superficie de 76,69 kilómetros cuadrados.

## Demografía
Hasta 2021 la población era de 4609 habitantes, con una densidad de población de 60,10 habitantes por kilómetro cuadrado.